# The Bel-Airs
The Bel-Airs var ett amerikanskt surfrockband från South Bay i Los Angeles County i södra Kalifornien, aktivt under tidigt 1960-tal. En av deras största hits var "Mr. Moto". 
Flera av medlemmarna kom senare att medverka i andra band. Bland annat spelade Dick Dodd också i Eddie & the Showmen och The Standells och Richard Delvy blev en av musikerna i The Challengers. 

## Medlemmar
- Paul Johnson – gitarr
- Eddie Bertrand – gitarr (dog i cancer 2012)
- Dick Dodd – trummor
- Chaz Stuart – saxofon
- Jim Roberts – piano
- Steve Lotto – basgitarr
- Richard Delvy – trummor (ersatte Dick Dodd)
- George Dumeshousen – trummor
- Art Fisher – gitarr (ersatte Eddie Bertrand)

## Diskografi (urval)
Singlar
- 1961 – "Mr. Moto" / "Little Brown Jug"
- 1962 – "Volcanic Action" / "Runaway"
- 1963 – "Vampire" / "Kamikaze"
- 1963 – "Baggies" / "Charlie Chan"
- 1963 – "Rocking Pants" / "Giggling Girl"

Samlingsalbum
- 1987 – The Origins of Surf Music 1960-1963
- 2000 – Radio Days
- 2001 – Volcanic Action!